# 마빈 마시
마빈 마시(Grampa Marvin Marsh)는 사우스 파크 만화영화 시리즈에 등장하는 가상의 등장인물이다. 그는 스탠 마시의 할아버지이고, 죽기를 갈망한다. 그의 목소리는 그의 아들인 랜디 마시와 그의 손자인 스탠의 목소리를 바탕으로 하였다. 마빈 마시의 나이는 102세이고, Death 에피소드에서 처음으로 등장하였다. 그리고, 마빈 마시는 또한 스탠의 외할아버지로 불렸다. 만약 이게 잘못된 것이 아니라면, 스탠과 셸리는 근친교배로 태어난 것이 되는 것이다.
Grey Dawn 에피소드에서, 마빈 마시는 그가 55년간 제철소에서 근무를 했고, 제2차 세계 대전에서 스핏파이어를 타고 독일로 공격을 나가기도 하였다고 주장했다. 여기에 대해서는 제2차 세계 대전때 미 공군의 비행대대 1개가 영국과 지중해에 주둔했으며, 영국의 전투기인 스핏파이어를 보유하고 있었다는 언급이 들어가야 될 것이다.

## Death
할아버지 마시가 처음으로 나오는 에피소드이다. 그는 삶이 지루해서 필사적으로 죽으려고 한다. 그가 자살에 실패하고난후에 그는 스탠(그는 스탠을 보고 빌리라고 부른다)에게 돈을 줄테니까 자기를 죽여달라고 한다. 스탠은 다른 사람들에게 이 문제에 대해서 충고해달라고 사정하지만, 모두 확실한 답을 내놓지는 못하였다. 최후에는 할아버지 마시는 스탠에게 확실하게 납득을 시키고, 사신은 갑자기 나타나서 계획을 방해한다 (사신은 케니를 찾고 있음에도 불구하고 말이다). 사신은 할아버지 마시가 죽여준 그의 할아버지를 불려서 자연사로 죽으라고 지적한다.

## Grey Dawn
7 시즌의 "Grey Dawn" 에피소드에서, 사우스 파크 사람들은 위험한 운전으로 사람을 죽이는 노인네들의 운전 면허증을 뺏아가 버리게 되고, 노인들은 분개하게 된다. 마빈 마시는 노인들에게 면허증을 돌려주는 운동을 벌이지만, 완벽하게 실패하게 되었다. 마빈 마시는 무면허 운전을 하여서, 체포당하게 되었다. 그러나 그는 노인네들의 무력조직에 의해서 구출당하게 되고, AARP에서는 면허증을 돌려주지 않으면 사람들을 무작위로 죽이겠다고 위협한다. 나중에 AARP가 사우스 파크를 완벽하게 점거한후에, 계획은 전국을 모두 통틀어서, 노인이 아닌 사람들을 다 죽여 버리자고로 바뀌게 되었다. 그러나, 그 계획은 사우스 파크 애들이 컨트리 키친 부페(노인들의 유일한 식량 공급원)를 막음으로써, 진정국면에 들어가게 되고, 삶은 정상으로 돌아가게 된다.

## 마빈 마시가 특출하게 나온 에피소드
- Death - 자살을 하길 원하지만, 힘이 없어서 스탠에게 도와달라고 한다.
- The Red Badge of Gayness- 남북 전쟁 재현행사에서 북군의 지도자역을 하게 된다; 카트만이 이끄는 남부군이 국가 전복까지 오게 되자, 스탠과 카일을 시켜서 남부군 역할을 하는 사람들을 해산시키게 된다. 또한 케니가 죽을때, 카일을 대신해세 "이 나쁜놈"이란 말을 하게 된다.
- Quintuplets 2000- 스탠이 프랑스 서커스에 가는 것에 대해서 못미뎌워 한다. 그리고 서커스에서 도망나온 다섯 쌍둥이의 할머니하고 성행위를 하다가, 다섯 쌍둥이의 할머니가 죽게 된다.
- Grey Dawn - 젊은이들로부터 운전면허증을 지키려는 노인들의 모임을 이끌게 된다.